# Self-Destructive Pattern
Self-Destructive Pattern es el tercer álbum de estudio de la banda estadounidense de nu metal Spineshank. Fue lanzado el 9 de septiembre de 2003 a través de Roadrunner Records y fue producido por Garth "GGGarth" Richardson junto al guitarrista de Spineshank Mike Sarkisyan y el baterista Tommy Decker. 
El sencillo "Smothered" fue nominado al Grammy en la categoría de Mejor Interpretación de Metal (2004).
Las canciones "Beginning of the End" y "Slavery" aparecieron en la película Freddy vs. Jason de 2003, pero solo "Beginning of the End" apareció en la banda sonora.

## Lista de canciones
| N.º | Título                            | Duración |  |
| 1.  | «Violent Mood Swings»             | 3:29     |  |
| 2.  | «Slavery»                         | 2:55     |  |
| 3.  | «Smothered»                       | 3:07     |  |
| 4.  | «Consumed (Obsessive Compulsive)» | 3:06     |  |
| 5.  | «Beginning of the End»            | 3:32     |  |
| 6.  | «Forgotten»                       | 3:19     |  |
| 7.  | «Self-Destructive Pattern»        | 3:16     |  |
| 8.  | «Tear Me Down»                    | 3:42     |  |
| 9.  | «Stillborn»                       | 4:15     |  |
| 10. | «Falls Apart»                     | 2:56     |  |
| 11. | «Fallback»                        | 3:15     |  |
| 12. | «Dead to Me»                      | 3:36     |  |

| Lados B |                                 |          |  |
| N.º     | Título                          | Duración |  |
| 13.     | «Infected» (bonus track)        | 4:15     |  |
| 14.     | «On Deaf Ears» (bonus track)    | 3:37     |  |
| 15.     | «Don't Look Back» (bonus track) | 3:20     |  |

## Posicionamiento en lista
| Lista (2003)                   | Posición |
| ------------------------------ | -------- |
| Australian Albums (ARIA)       | 89       |
| Estados Unidos (Billboard 200) | 89       |
| Reino Unido (UK Albums Chart)  | 83       |

## Personal
Spineshank
- Jonny Santos – voz
- Mike Sarkisyan – guitarra
- Robert Garcia – bajo, coros
- Tommy Decker – batería, electrónica, coros